# Saltîkova Divîțea, Kulîkivka
Saltîkova Divîțea (în ucraineană Салтикова Дівиця) este o comună în raionul Kulîkivka, regiunea Cernihiv, Ucraina, formată numai din satul de reședință. În secolul al XIX-lea, satul făcea parte din volostul Saltîkova Divîțea, uezdul Cernihiv.

## Demografie
Componența lingvistică a comunei Saltîkova Divîțea
     Ucraineană (98,97%)
     Alte limbi (1,03%)
Conform recensământului din 2001, majoritatea populației comunei Saltîkova Divîțea era vorbitoare de ucraineană (98,97%), existând în minoritate și vorbitori de alte limbi.